# José Rivaldo Lozano
José Rivaldo Lozano Silva (ur. 5 października 1998 w Guadalajarze) – meksykański piłkarz występujący na pozycji lewego obrońcy lub lewego pomocnika, od 2023 roku zawodnik Atlasu.